# Landkreis Tirschenreuth
Landkreis Tirschenreuth is een Landkreis in de Duitse deelstaat Beieren. De Landkreis telt 71.696 inwoners (31 december 2020) op een oppervlakte van 1.085,08 km². Kreisstadt is de gelijknamige stad.

## Indeling
Landkreis Tirschenreuth is verdeeld in 26 gemeenten. Zeven gemeenten hebben de status stad, terwijl zeven andere zich Markt mogen noemen. Tirschenreuth omvat een gebied dat niet gemeentelijk is ingedeeld.
Steden
1. Bärnau
2. Erbendorf
3. Kemnath
4. Mitterteich
5. Tirschenreuth
6. Waldershof
7. Waldsassen

Märkte
1. Bad Neualbenreuth
2. Falkenberg
3. Fuchsmühl
4. Konnersreuth
5. Mähring
6. Plößberg
7. Wiesau

Overige gemeenten
1. Brand
2. Ebnath
3. Friedenfels
4. Immenreuth
5. Kastl
6. Krummennaab
7. Kulmain
8. Leonberg
9. Neusorg
10. Pechbrunn
11. Pullenreuth
12. Reuth bei Erbendorf

Niet gemeenlijk ingedeeld
1. Lenauer Forst (5,18 km²)

Aichach-Friedberg · Altötting · Amberg · Amberg-Sulzbach · Ansbach (stad) · Landkreis Ansbach · Aschaffenburg (stad) · Landkreis Aschaffenburg · Augsburg (stad) · Landkreis Augsburg · Bad Kissingen · Bad Tölz-Wolfratshausen · Bamberg (stad) · Landkreis Bamberg · Bayreuth (stad) · Landkreis Bayreuth · Berchtesgadener Land · Cham · Coburg (stad) · Landkreis Coburg · Dachau · Deggendorf · Dillingen an der Donau · Dingolfing Landau · Donau-Ries · Ebersberg · Eichstätt · Erding · Erlangen · Erlangen-Höchstadt · Forchheim · Freising · Feyung-Grafenau · Fürstenfeldbruck · Fürth (stad) · Landkreis Fürth · Garmisch-Partenkirchen · Günzburg · Haßberge · Hof (stad) · Landkreis Hof · Ingolstadt · Kaufbeuren · Kelheim · Kempten im Allgäu · Kitzingen · Kronach · Kulmbach · Landsberg am Lech · Landshut (stad) · Landkreis Landshut · Lichtenfels · Lindau · Main-Spessart · Memmingen · Miesbach · Miltenberg · Mühldorf am Inn · München · Landkreis München · Neuburg-Schrobenhausen · Neumarkt in der Oberpfalz · Neurenberg · Neustadt an der Aisch-Bad Windsheim · Neustadt an der Waldnaab · Neu-Ulm · Nürnberger Land · Oberallgäu · Ostallgäu · Passau (stad) · Landkreis Passau · Pfaffenhofen an der Ilm · Regen · Regensburg (stad) · Landkreis Regensburg · Rhön-Grabfeld · Rosenheim (stad) · Landkreis Rosenheim · Roth · Rottal-Inn · Schwabach · Schwandorf · Schweinfurt (stad) · Landkreis Schweinfurt · Starnberg · Straubing · Straubing-Bogen · Tirschenreuth · Traunstein · Unterallgäu · Weiden in der Oberpfalz · Weilheim-Schongau · Weißenburg-Gunzenhausen · Wunsiedel im Fichtelgebirge · Würzburg (stad) · Landkreis Würzburg
Bad Neualbenreuth ·
Bärnau ·
Brand ·
Ebnath ·
Erbendorf ·
Falkenberg ·
Friedenfels ·
Fuchsmühl ·
Immenreuth ·
Kastl ·
Kemnath ·
Konnersreuth ·
Krummennaab ·
Kulmain ·
Leonberg ·
Mähring ·
Mitterteich ·
Neusorg ·
Pechbrunn ·
Plößberg ·
Pullenreuth ·
Reuth bei Erbendorf ·
Tirschenreuth ·
Waldershof ·
Waldsassen ·
Wiesau